# Al-Chorezmí
Muhammad Ibn Músá al-Chórezmí (Chwárizmí, Chovarizmí, Choresmí), arabsky محمد بن موسى الخوارزمي‎, krátce většinou al-Chwárizmí nebo al-Chorezmí (780? – 850?) byl perský matematik a astronom.

## Život
Al-Chorezmí pocházel pravděpodobně z tehdy perského města Chórezm (dnes Chiva v Uzbekistánu), jeho jméno znamená v arabštině z Chórezmu. Jeho rodným jazykem byla pravděpodobně perština. Svá díla však psal v arabštině, která byla tehdy vědeckým jazykem islámského světa.
Žil a působil v Bagdádu na dvoře sedmého chalífy Al-Ma'múna z Abbásovské dynastie.

## Dílo

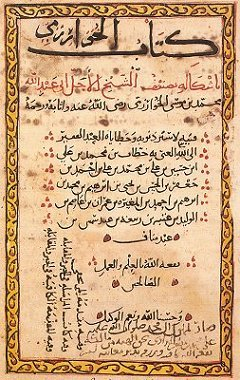
Stránka ze spisu Al-Kitab al-mukhtasar fi hisab al-jabr wa-l-muqabala.

### Číslo nula
Je autorem aritmetického traktátu Kitáb al-džám'a wa-l-tafríq bil-hisáb al-hindi (كتاب الجامع و التفريق بحساب الهند) asi z roku 825, který v roku 1145 přeložil Robert z Chesteru do latiny jako Algorithmi de numero indorum. Prostřednictvím této knihy se evropská věda seznámila s indickou poziční soustavou výpočtů a s číslem 0 (nula).

### Algebra
Al-Chorezmí asi jako první chápal algebru jako samostatnou matematickou disciplínu, kterou popsal ve spise Hisáb al-džabr wa-l-muqábala (حساب الجبر و المقابلة). Z arabského al-džabr pochází dnešní slovo algebra.

### Algoritmus
Jméno Al-Chórezmí bylo ve středověku latinizované na Al-Gorizmí, později na Algoritmí a stalo se základem slova algoritmus. Samotný princip algoritmizace byl však známý již dříve.

### Neznámá X
Připisuje se mu také zvyk označovat neznámou veličinu symbolem X. Ve svém díle Al-džabr ua'l-muqábala popisuje metodu k vyjádření neznámé (aš-šáí, doslova věc) v rovnici prvního stupně. Na konci označuje věci (aš-šáí) symbolem X.